# Вьен-ан-Арти
Вьен-ан-Арти (фр. Vienne-en-Arthies) — муниципалитет во Франции, в регионе Иль-де-Франс, департамент Валь-д'Уаз. Население — 352 человека (1999).
Муниципалитет расположен на расстоянии около 55 км северо-западнее Парижа, 25 км западнее Сержи.

## Демография
Динамика населения (Cassini и INSEE):